# آهنگ جهش

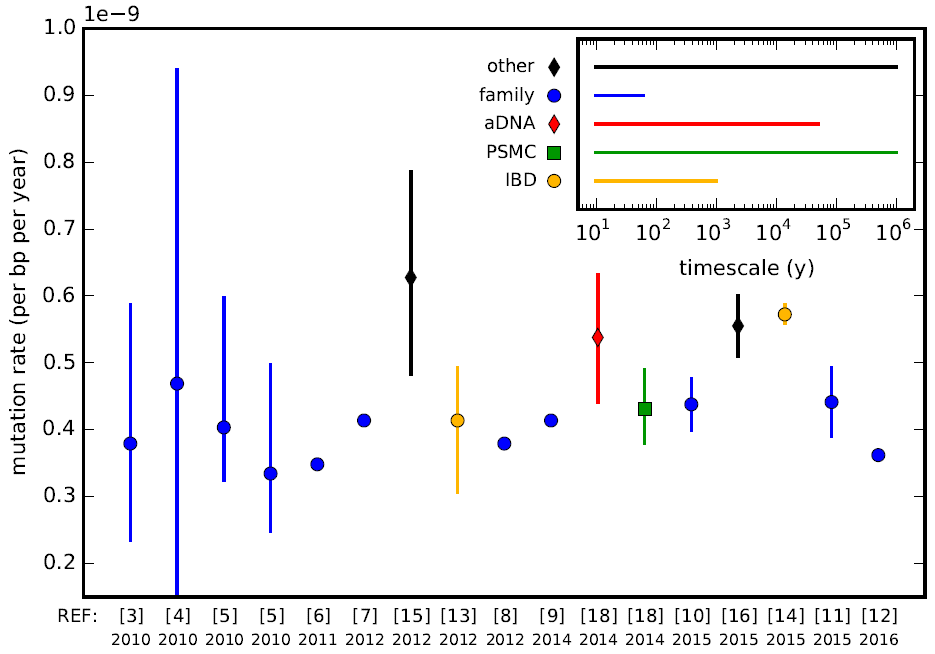
نرخ آهنگ جهش در انسان

در ژنتیک، بسامد جهش‌های جدید در یک ژن یا اندامگان در مدت زمانی خاص، آهنگ جهش نامیده می‌شود. آهنگ جهش مقدار ثابت یا محدودی ندارد. وقتی آهنگ جهش در انسان افزایش می‌یابد، احتمال ابتلا به بیماری‌های خاصی نظیر سرطان زیاد می‌شود. اطلاعات در مورد آهنگ جهش در فهمیدن آینده‌ی این‌گونه بیماری‌ها حیاتی است .
آهنگ جهش در گونه‌های مختلف یا حتی نواحی مختلف ژنوم یک گونه‌ی خاص متفاوت است. آهنگ جهش در یوکاریوت‌های تک‌سلولی و در باکتری‌ها حدود ۰/۰۰۳ به ازای هر ژنوم در هر همانندسازی هست. بالاترین آهنگ جهش مربوط به ویروسها است که به ازای هر ژنوم در هر همانندسازی، ۱ است. 